# غريس ألوكا
غريس ألوكا (من مواليد 2 يونيو 2003) هي لاعبة كرة قدم أوغندية تلعب كمهاجمة لنادي أوليلا هاي سكول WFC وفريق أوغندا الوطني للسيدات.